# Emu Park
Emu Park ist eine Stadt im Osten von Queensland in Australien, die im Jahr 2021 eine Einwohnerzahl von 4860 Personen aufwies.

## Geographie
Emu Park ist jeweils 30 Kilometer vom westlich gelegenen Rockhampton, dem Bruce Highway (A1) sowie dem Fitzroy River entfernt und liegt rund 650 Kilometer nördlich von Brisbane. Die Stadt befindet sich unmittelbar am Korallenmeer.

## Geschichte

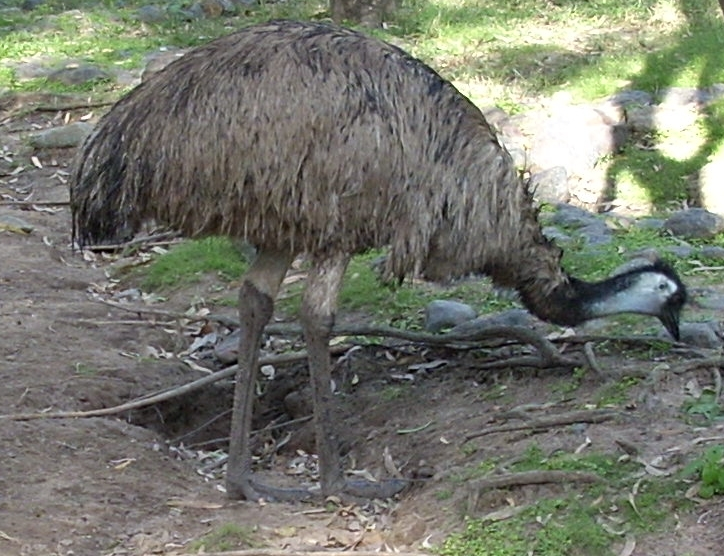
Großer Emu

In den 1860er Jahren entdeckten Einwohner von Rockhampton, die zum Fischfang unterwegs waren, eine besonders reizvolle Stelle an der Küste. Sie gründeten dort einen Ferienort, an dem Bewohner des Inlandes der Sommerhitze entfliehen konnten. Ursprünglich wurde der Ort nach einem der Fischer Hewittville genannt. Wegen der vielen Emus (Dromaius novaehollandiae) in der Gegend und der parkartigen Anlage des Ortes wurde
dieser jedoch in Emu Park umbenannt.
1888 erhielt er einen Eisenbahnanschluss nach Rockhampton und erfreute sich zunehmender Beliebtheit. Die Eisenbahnlinie wurde im Jahr 1964 wegen mangelnder Auslastung wieder eingestellt, da inzwischen auch Straßen nach Emu Park führten.
Das Wahrzeichen der Stadt, das Singing Ship Monument, wurde 1970 in Erinnerung an den britischen Seefahrer und Entdecker Kapitän James Cook, der bereits 200 Jahre früher, nämlich 1770 an der Küste des heutigen Emu Park vorbei segelte, errichtet. Bei leichter Brise oder starkem Seewind lassen die Rohre, die Segel und die Takelage des Denkmals verschiedene singende Töne erklingen.
Nach 1970 wuchs die Bevölkerungszahl von Emu Park stark an, was auch in der Einwohnerentwicklung zum Ausdruck kommt:
| Jahr/Datum | Einwohner |
| ---------- | --------- |
| 1891       | 228       |
| 1911       | 534       |
| 1971       | 658       |
| 1991       | 1919      |
| 2001       | 2706      |
| 2011       | 2021      |
| 2016       | 4575      |
| 2021       | 4860      |

1984 wurde das Emu Park Historical Museum eröffnet. Heute ist Emu Park weiterhin als attraktiver Erholungsort auch für Touristen gefragt und bietet diverse Strand- und Wassersportaktivitäten, beispielsweise Seefischerei und Surfen. Der Ort besitzt auch einen Golfplatz.